# Matteo Martino
Matteo Martino (Alessandria, 28 gennaio 1987) è un pallavolista italiano.
Gioca nel ruolo di schiacciatore nel Guangdong.

## Carriera
La carriera di Matteo Martino inizia nel 2004 nelle giovanili della Pallavolo Busca; nel 2005, con la nazionale under 19 vince la medaglia di bronzo al campionato europeo e a quello mondiale di categoria. Nella stagione 2005-06 esordisce in Serie A1 con il Piemonte Volley di Cuneo, aggiudicandosi la Coppa Italia; il 17 novembre 2005 fa il suo esordio nella nazionale maggiore in occasione dell'All Star Game, mentre con la nazionale under 20 ottiene la medaglia di bronzo al campionato europeo 2006.
Nella stagione 2006-07 passa alla Reima Crema, in Serie A2, mentre nell'annata successiva torna in massima categoria vestendo la maglia dello Sparkling Volley Milano.
Nella stagione 2008-09 viene ingaggiato dalla Lube di Macerata a cui resta legata per tre annate, vincendo una Supercoppa italiana, la Coppa Italia 2008-09 e la Challenge Cup 2010-11: nell'estate 2010 ha una breve parentesi nel beach volley.
Dopo un campionato nella Pallavolo Modena, arriva la prima esperienza all'estero, nella stagione 2012-13, quando si trasferisce nella squadra polacca del Klub Sportowy Jastrzębski Węgiel, militante in Campionato polacco di pallavolo maschile.
Nella stagione 2013-14, dopo diversi annunci e poi smentite del suo ingaggio in diverse squadre, nel dicembre 2013 ritorna nuovamente al club di Macerata: tuttavia dopo pochi mesi si trasferisce in Francia, per completare il campionato con il Montpellier Agglomération Volley Université Club.
Nella stagione 2014-15 viene ingaggiato dal Volejbol'nyj Klub Gubernija, nella Superliga russa, ma anche in questo caso a metà annata cambia maglia, ingaggiato questa volta dall'Al-Ahli, club saudita.
Dopo un periodo di inattività, nel 2017 rientra in campo in Cina con il Guangdong, club con il quale si aggiudica la promozione in Chinese Volleyball Super League, campionato dove milita con la stessa squadra nell'annata successiva.

## Palmarès

### Club
- Coppa Italia: 2

2005-06, 2008-09
- Supercoppa italiana: 1

2008
- Challenge Cup: 1

2010-11

### Nazionale (competizioni minori)
- Campionato europeo under 19 2005
- Campionato mondiale under 19 2005
- Campionato europeo under 20 2006

### Premi individuali
- 2007 - Campionato mondiale under 21: Miglior realizzatore
- 2007 - Campionato mondiale under 21: Miglior attaccante
- 2008 - Serie A1: Miglior under 23
- 2009 - Serie A1: Miglior under 23